# 人民運動聯盟
人民运动联盟（法語：Union pour un mouvement populaire，简称UMP）是法国曾经的主要中間偏右政党，於2002年由雅克·希拉克所领导的保卫共和联盟、法国自由民主党及法兰西民主联盟的大部分合併而成，並在1995年－2012年成為法國的執政黨，下野後成為法国主要反对党和议会第二大党。2015年5月30日，更名為共和黨。

## 歷史

### 背景
1993年法國國民議會選舉前夕，戴高樂保守派的保衛共和聯盟（RPR）與中間派法國民主聯盟（UDF）合組選舉聯盟「法國聯盟」，之後大勝，取得577席中的485席。但在1995年法國總統選舉，聯盟分裂為總統雅各·席哈克與總理愛德華·巴拉迪爾兩派。1997年法國國民議會選舉失利後，兩黨組成「法國聯盟」以協調兩議會黨團。

### 成立與早期發展
2002年總統選舉前，三個支持雅各·席哈克的右派政黨組成「運動聯盟」（Union en mouvement）。 2002年，在席哈克連任成功後，為了在接下來的議會選舉中合作，成立「總統多數聯盟」（Union pour la majorité présidentielle）。數月後更名為「人民運動聯盟」並登記為政黨。聯盟在國會取得399席的絕對多數，在此後十年在國會維持多數。
人民運動聯盟由戴高樂主義保守派的保衛共和聯盟、保守自由主義的自由民主黨（DL）、中間派法國民主聯盟內的基督教民主派（如菲利普·杜斯特-布拉齊與雅克·巴罗）、社會自由主義的激進黨和中間派的法國民主人民黨（Popular Party for French Democracy）。因此人民運動聯盟是法國四個主要政治流派的合併：戴高樂主義（Gaullism）、自由主義（也就是法國的「共和主義」）、基督教民主主義和激進主義。
如同最初的黨名，人民運動聯盟作為執政黨支持總統席哈克的施政。但在2004年，該黨開始展現出獨立性。不得人心的席哈克與讓-皮埃爾·拉法蘭內閣導致許多人民運動聯盟成員轉而支持席哈克的對手尼古拉·薩科齊。薩科齊公開反對土耳其加入歐盟，與席哈克的支持擴大歐盟的立場相左。
2004年大區選舉，人民運動聯盟嚴重挫敗，只拿下法國本土22大區中的兩區（亞爾薩斯與科西嘉）。2004年歐洲議會選舉，該黨只拿下16.6%的選票，遠遠落後社會黨的28.9%。
第一任黨主席、席哈克重要戰友、前總理阿蘭·朱佩在2004年7月15日因一月爆發的貪污事件而下台。11月29日，薩科齊宣布他將出任黨主席並辭去經濟、財政與產業部長，薩科齊最終成功當選主席。2005年5月25日歐盟憲法公投失敗導致拉法蘭內閣總辭，由多明尼克·德維勒班出任總理一職。

### 尼古拉·薩科齊
2004年11月29日，薩科齊宣布他將出任黨主席並辭去經濟、財政與產業部長，薩科齊最終成功當選主席，人民運動聯盟由此開始薩科齊時代。
2007年4月22日，尼古拉·薩科齊自總統大選第一輪中勝出。5月6日，他以53.1%的得票率擊敗社會黨女總統候選人塞格琳·賀雅爾。2007年5月14日，薩科齊辭去黨主席，16日就任總統。弗朗索瓦·菲永被任命為新總理。6月17日，人民運動聯盟在同年法國議會選舉中維持第一大黨的地位，國民議會577席中拿下313席，連同其他右派小黨，聯盟取得355席，較上屆減少44席。
2008年地方議會選舉，人民運動聯盟失去許多城市（包括土魯斯與史特拉斯堡）的執政權。格扎维埃·贝特朗在2008年末就任秘書長，接替入閣的帕特里克·德維讓（Patrick Devedjian）。2009年歐洲議會選舉，該黨與激進黨、新中間黨、現代左派黨共同組成總統多數聯盟（執政聯盟）。該黨獲得27.9%的得票率，拿下29席。但2010年大區選舉，該黨選情依然低迷，只守住亞爾薩斯的執政權。
2010年11月內閣改組，菲永續任總理，阿蘭·朱佩重新加入內閣。貝爾納·庫希內、埃尔韦·莫兰與讓-路易·博洛等人下台。格扎维埃·贝特朗因加入內閣，而由讓-弗朗索瓦·高備出任黨秘書長。
薩科齊在2012年法國總統選舉，在第二輪投票取得48.36%選票，未能成功連任。

### 改名為共和黨與爭議
2014年11月，萨科齐提出修正案，将该党的名称改为共和黨，通过后于2015年5月30日生效。萨科齐的批评者認爲「共和黨」这個名字是非法的，從法國大革命起每一个支持共和國的價值與理想的法国人都可以自稱「共和黨人」，不應用於政黨名稱。反对的左翼党派和一些个人因此发起诉讼，法院判决否定了控告。总务委员会于5月6日批准了改名，在2015年5月30日的共和黨成立大会之前的两天中进行了表决，在45.74%的投票黨員中，83.28%的人支持更改名稱，共和黨从而成爲人民运动联盟的合法繼承者。

## 派系
- 自由保守派或薩科齊派（保守主義、自由保守主義、保守自由主義）
- 改革者（古典自由主義）
- 民主與人民（基督教民主主義、中間派）
  - 民主集會（中間派、基督教民主主義、自由主義）
- 新戴高樂派，以前的席哈克派（右派自由戴高樂主義、世俗保守主義）
  - 倡議和自由運動（戴高樂主義、民族保守主義）
  - 社會戴高樂派（左派戴高樂主義、社會民主主義）
- 激進派（社會自由主義）
- 進步黨（前社會黨社會自由主義者）
- 自由右派（保守自由主義、自由意志主義、主權主義）
- 基督教民主黨（社會保守主義、基督教民主主義）
- 保衛法國聯盟（民族保守主義、主權主義）
- 藍色生態（中間派生態主義）

### 相關政黨
激進黨、基督教民主黨、保衛法國聯盟、進步黨和現代左派黨是人民運動聯盟的相關政黨。成員除了加入這些政黨，也可參與人民運動聯盟的內部組織。
海外的相關政黨有法屬玻里尼西亞的玻里尼西亞我們的家鄉、新喀里多尼亞的保衛–人民運動聯盟。

## 民意支持
人民運動聯盟的民意支持來自於原先的保衛共和聯盟與一部份、偏向基督教民主主義的法國民主聯盟。
2007年法國總統選舉，尼古拉·薩科齊在法國東部的表現出色，特別是亞爾薩斯（36.2%）與普羅旺斯-阿爾卑斯-蔚藍海岸（37.0%），富裕的濱海省份濱海阿爾卑斯省（43.6%）是他獲得最高得票率的省份；另在香檳-阿登和罗讷-阿尔卑斯也分別有32.7%的支持度。這些地區是2002年極右派總統候選人讓-馬里·勒龐的大票倉，在移民等議題上相對保守。薩科齊顯然取得2002年極右派支持者的選票。例如，薩科齊在濱海阿爾卑斯省比2002年席哈克增加了21.6%的選票，勒龐則流失了12.6%。薩科齊也吸引了北部默爾特-摩澤爾省與北部-加來海峽等藍領階級的支持。儘管如此，該地區依然是屬於左派票倉。該黨獲得富裕的郊區與濱海（部分都市）地區的支持，如塞納河畔訥伊（第一輪得票率72.6%）、 聖特羅佩（54.79%）、坎城（48.19%）、馬爾康巴勒爾（47.35%）。如同世界上的保守黨，該黨在農村地區有著高支持度，但法國南部的農村地區例外，該地是左派與世俗主義的大本營。不過，在古老的天主教農村地區，如洛澤爾省與康塔爾省，是人民運動聯盟與全盛期的法國民主聯盟票倉。
然而，右派人民運動聯盟在法國民主聯盟票倉之一布列塔尼相對弱勢－宗教活動減少、溫和選民與都市化不利於人民運動聯盟，也傷害了法國民主聯盟。薩科齊也未能拿下以溫和派基督教民主主義為主的省份，如社會黨總統參選人塞格琳·賀雅爾在洛澤爾省的得票率（44.3%）高於1988年法蘭索瓦·密特朗的高得票率（43.1%）。前總統雅各·席哈克在左派票倉科雷茲省及周圍地區表現十分出色，但薩科齊未能取得當地民眾支持。但在2009年歐洲議會選舉，該黨在這些省份的表現優於薩科齊第一輪的選情。

### 總統選舉
| 選舉年度 | 候選人        | 第一輪得票數 | 第一輪得票率 | 第二輪得票數 | 第二輪得票率 |
| -------- | ------------- | ------------ | ------------ | ------------ | ------------ |
| 2002     | 雅各·席哈克   | 5,665,855    | 19.88%       | 25,537,956   | 82.21%       |
| 2007     | 尼古拉·薩科齊 | 11,448,663   | 31.18%       | 18,983,138   | 53.06%       |
| 2012     | 尼古拉·薩科齊 | 9,753,844    | 27.18%       | 16,869,371   | 48.36%       |

### 議會選舉
| 選舉年度 | 第一輪得票數 | 第一輪得票率 | 第二輪得票數 | 第二輪得票率 | 席次 |
| -------- | ------------ | ------------ | ------------ | ------------ | ---- |
| 2002     | 8,408,023    | 33.30%       | 10,026,669   | 47.26%       | 357  |
| 2007     | 10,289,737   | 39.54%       | 9,460,710    | 46.36%       | 313  |
| 2012     | 7,037,471    | 27.12%       | 8,740,625    | 37.95%       | 194  |

### 歐洲選舉
| 選舉年度 | 得票數    | 得票率 | 席次 |
| -------- | --------- | ------ | ---- |
| 2004     | 2,856,368 | 16.64% | 17   |
| 2009     | 4,799,908 | 27.88% | 29   |